# 宝永大噴火
宝永大噴火（ほうえいだいふんか）は、江戸時代中期の1707年（宝永4年）に起きた富士山の噴火である。2025年（令和7年）7月現在、富士山の噴火としては最も新しいものであるとともに、記録が残されている10回の中でも最大のものとされる。噴火は約2週間続き、総噴出量は、約0.7 km3 DREと推定されている。火山を専門とする分野では単に「宝永噴火」と書く場合が多い 。
噴火による直接の死者は記録されていないが 、噴煙から降下したスコリアや火山灰による火災やそれらの急激な堆積などで、主に富士山から東側の地域で甚大な被害が発生した。

## 概要

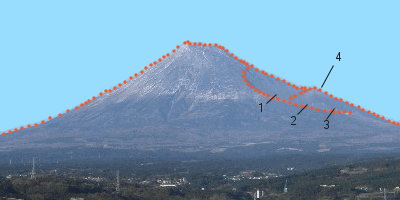
南から見た富士山の宝永火口、火口の位置：1（第一火口）、2（第二火口）、3（第三火口）、4（宝永山）

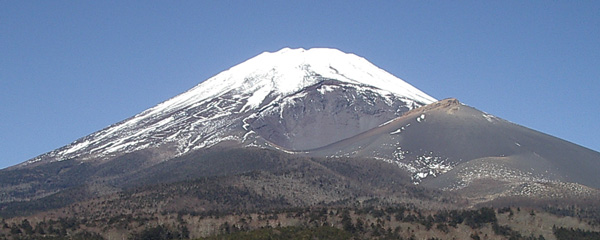
宝永火口・宝永山

宝永大噴火は、富士山の三大噴火の一つであり、他の二つは平安時代に発生した「延暦大噴火（800年 - 802年）」と「貞観大噴火（864年 - 866年）」である。宝永大噴火以後、2025年（令和7年）現在に至るまで富士山は噴火していない。
特徴は噴煙の高さが上空20 kmと推定される火山爆発指数VEI5のプリニー式噴火と大量の火山灰である。実際に100 km離れた江戸にも火山灰が積もった。ただし溶岩の流下は見られていない。地下20 km付近のマグマが滞留することなく上昇したため、脱水および発泡と脱ガスがほとんど行われず、爆発的な噴火となった。噴火がみられたのは富士山の東南斜面であり、合計3つの火口が形成された（宝永山）。これらは標高の高い順に第一、第二、そして第三宝永火口とよばれ、互いに重なり合うように並んでいる。ただし、麓から見ると最も大きい第一火口のみが目立つ。なお、宝永山は登山道が整備されているため登山が可能である。

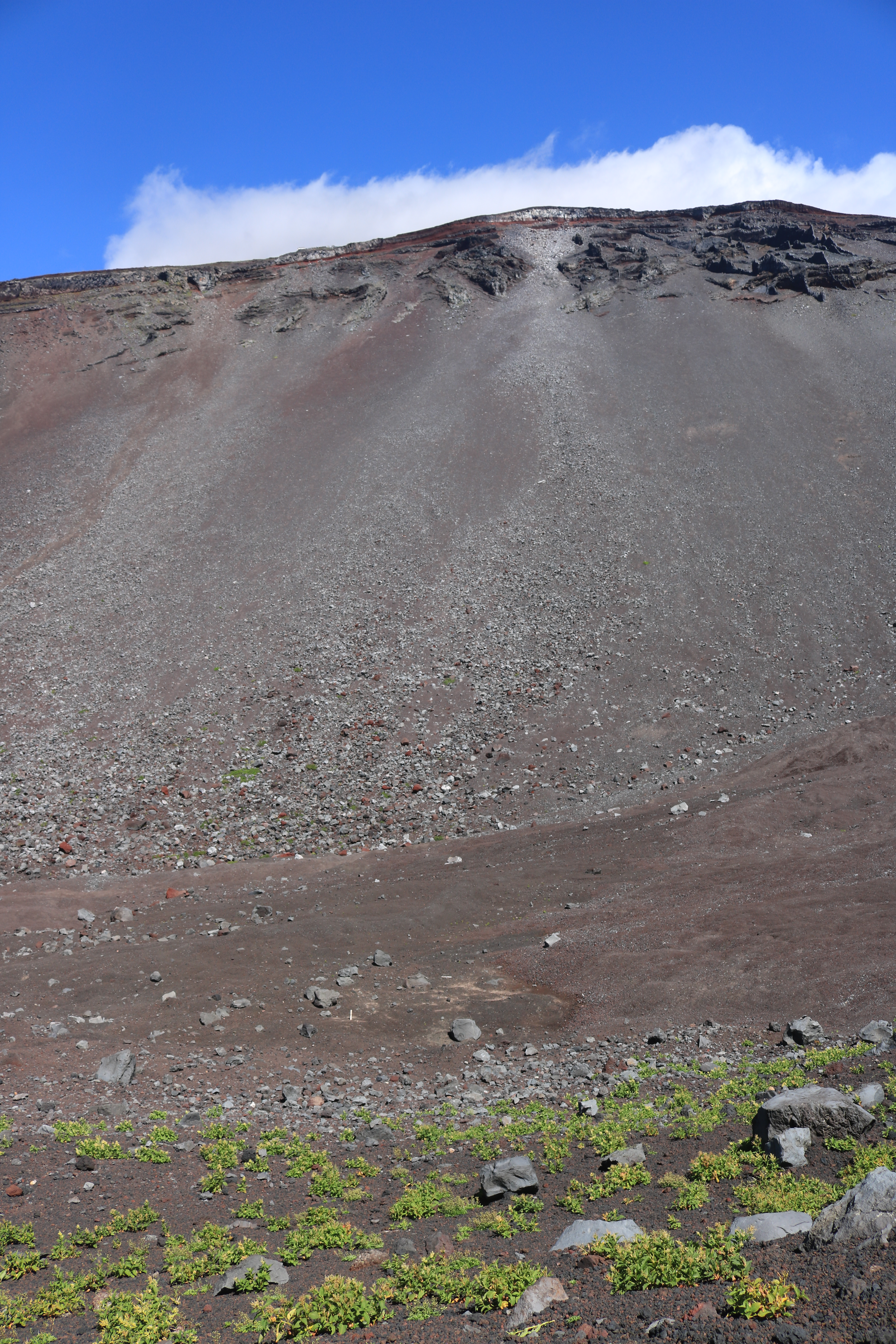
第一火口
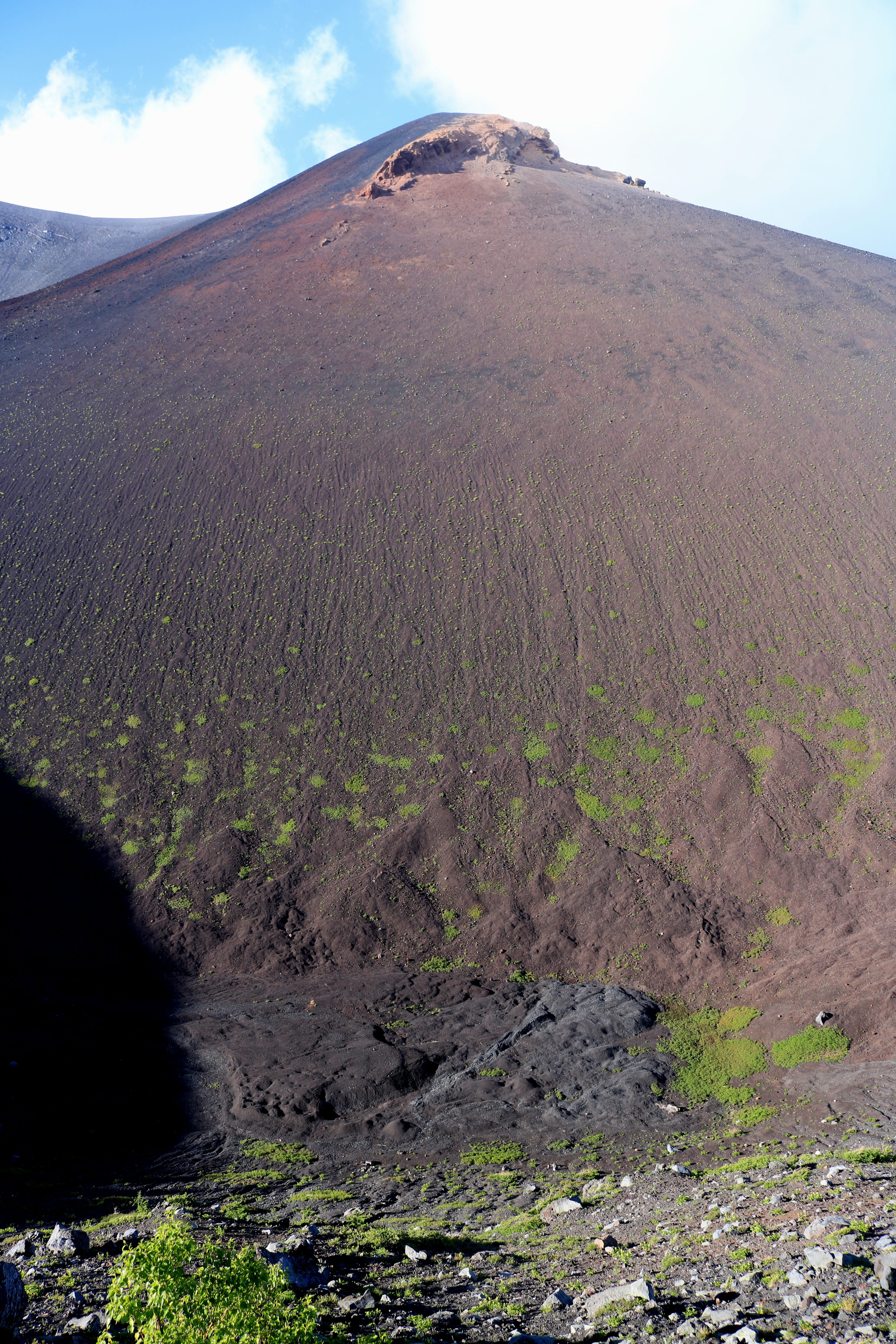
第二火口 上部に宝永山の山頂

## 被害と復興
噴出した火山灰の総量は 1.7 km3と見積もられており、関東一円に降り注いで農作物に多大な影響をもたらした。
被災地の管轄は、小田原藩以外は幕領や旗本知行地が多く、細分されていたが、幕府は全国各藩への石高に応じた課税により資金調達し、被災各地の復興に努めた。小田原藩では自力での復興は無理であると判断し、領地の半分を幕府に差しだし救済を求めた。しかし、噴火から20年以上を経ても復興できない地域が多くあり、小田原藩の米の収量が元に戻るまで90年程を要した。
酒匂川流域では、堆積した火山灰（富士山周辺で推定40 cm）により水位が上がり堤防が決壊し、水没する村が続出した。噴火の影響による洪水は100年余続き、大岡越前守忠相に見出された田中休愚が徳川吉宗の命を受けて享保11年（1726年）から復興に当たった。

## 富士山の噴火史

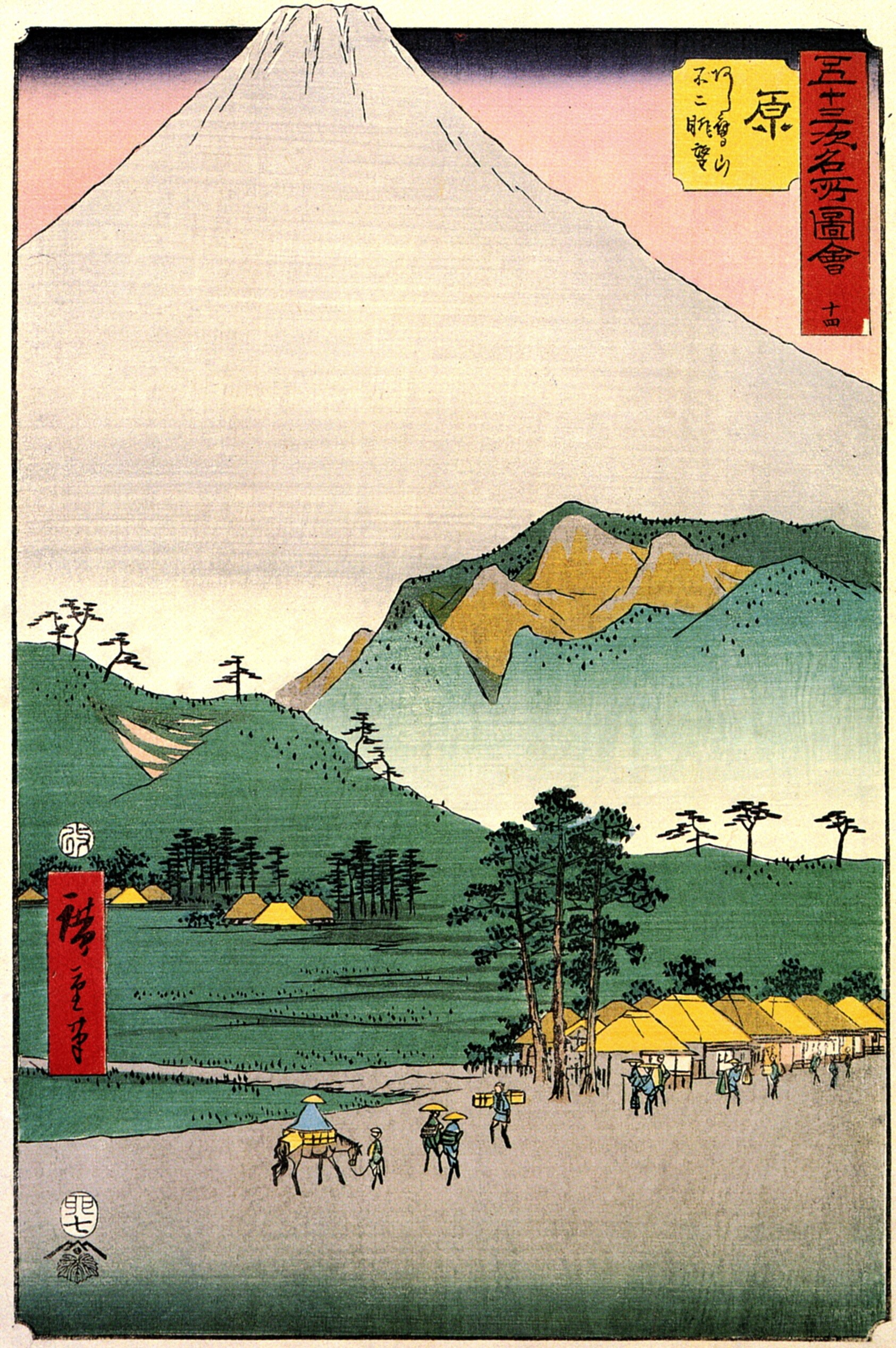
浮世絵に見る宝永火口（歌川広重）

富士山の火山活動は3つの時代に分けられる。一番古い小御岳火山（こみたけ-）は今の富士山の場所で10万年以上前に活動していた。その次に古富士火山が8万年前頃から爆発的な噴火を繰り返して大きな山体を形成した。その後1万年前（5,000年前とする説もある）から現在の新富士火山の活動に移行した。新富士火山の噴火では大量の火山灰や火山弾などの降下噴出物、溶岩、火砕流などの流出が特徴である。平安時代は特に火山活動が活発で、延暦19年 - 21年（800年 - 802年）に大量の火山灰を降らせたと日本後紀に記載された延暦大噴火があり、貞観8年（864年）には山腹から大量の溶岩（青木が原溶岩）を流出し現在の青木が原樹海の元を形成した貞観大噴火など、大きな噴火があった。その後は小規模な噴火や噴気活動など比較的穏やかな時期が続いていた。

## 時代背景
噴火が起こったのは徳川綱吉の治世（延宝8年 - 宝永6年・1680年 - 1709年）の末期で、江戸や上方の大都市では元禄文化と呼ばれる町人文化が発展していた。噴火の前年には、元禄15年（1702年）に起こった赤穂浪士の討ち入り事件が近松門左衛門の筆で人形浄瑠璃として初演された。富士山に大穴を開けたこの大噴火は、綱吉や重秀の悪政の証拠だとされた。これはいわれのない迷信であるが、当時はこのような天災地変は天地から生まれた財宝である金銀に混ぜ物をして悪貨を発行し幕府の私腹を肥やした結果、天罰が下ったのだとされていた。

## 宝永大噴火の推移

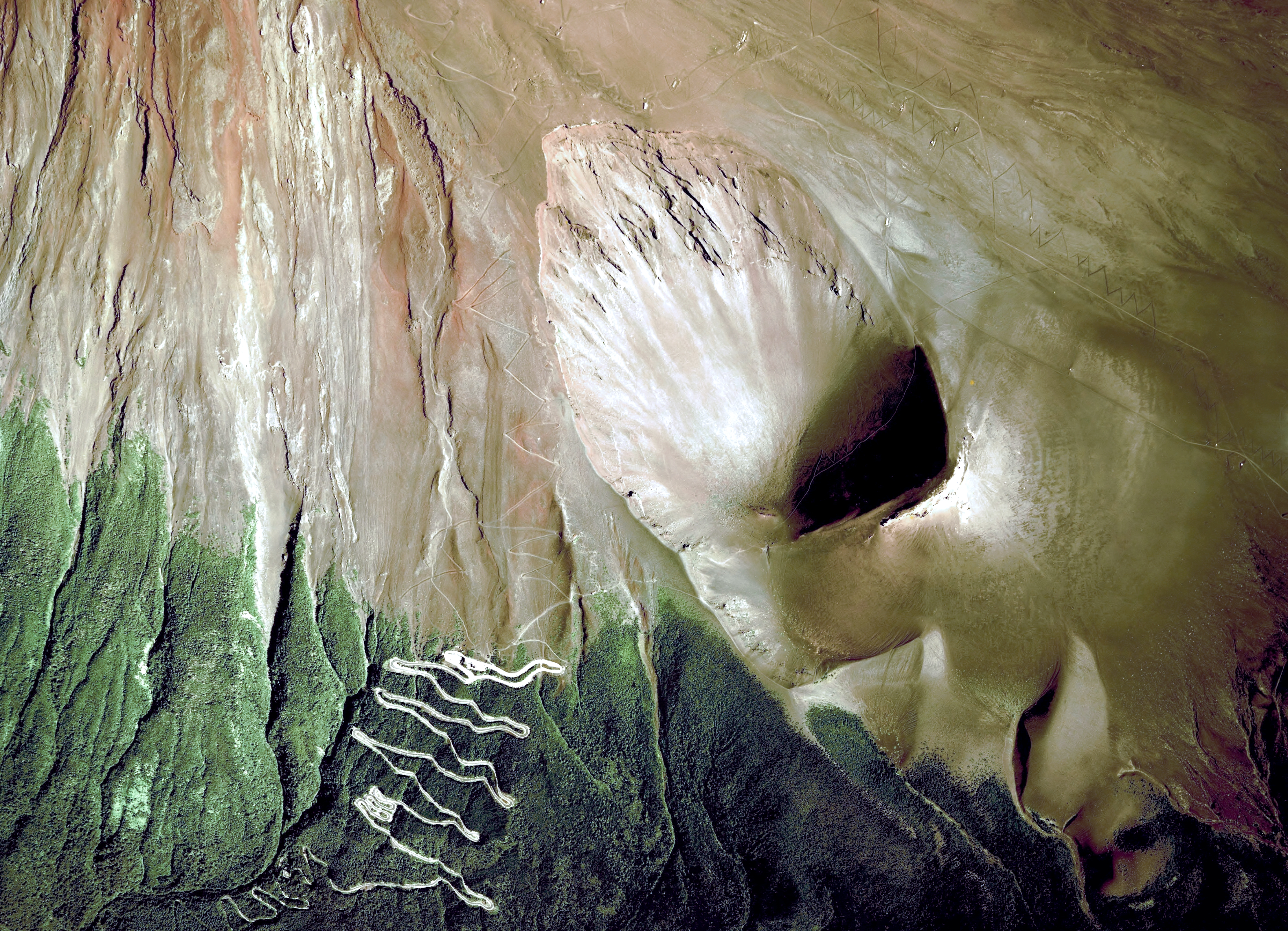
宝永山周辺の空中写真。巨大な火口（第一火口）の右下（南東方向）のピークが宝永山。ピークから南南東方向へ第二火口、第三火口が続く。画像左（西側）の車道終点が富士宮口五合目。1975年撮影の2枚を合成作成。
。

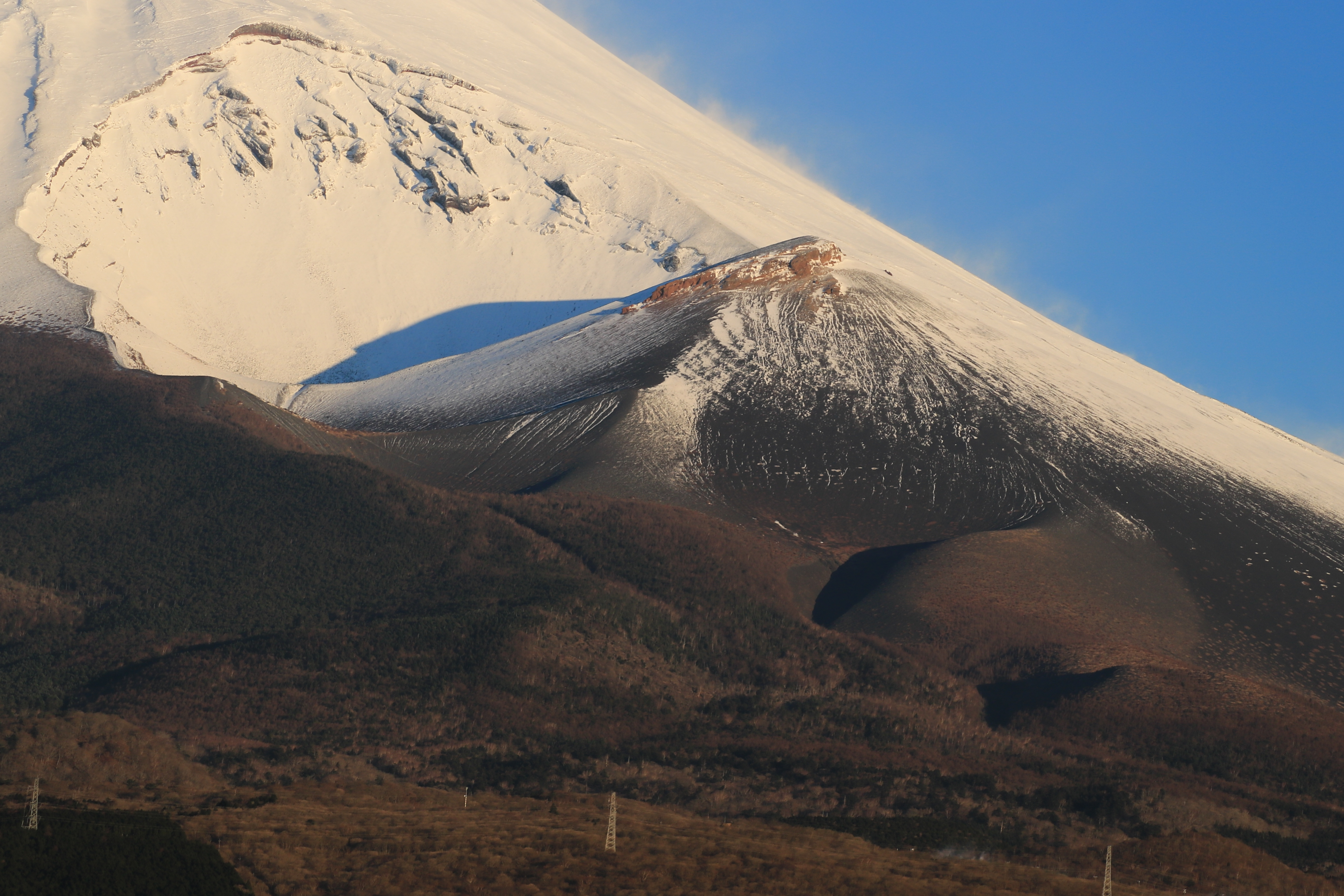
南側から望む宝永山の周辺
中央に宝永山、その左上に第一火口、その下に第二火口、その右下に第三火口

宝永大噴火は宝永4年11月23日（1707年12月16日）に始まった噴火である。富士山の噴火規模としては非常に大きな部類に属する。また噴火の直前に記録的な大地震があったり、大量の火山灰を広範囲に降らせたなど特徴的な噴火であった。またこの際、長野県の安大温泉で温泉の噴出も確認されている。

### 宝永地震
噴火の始まる7週間前の10月4日（10月28日）13-14時頃に推定マグニチュード8.6 - 9クラスと推定される宝永地震が起こった。この地震の震源は繰り返し巨大地震を起している南海トラフであり、日本最大級のものであった。遠州沖を震源とする東海地震と紀伊半島沖を震源とする南海地震が同時に発生したとの見方もあったが異論もある。地震の被害は東海道、紀伊半島、四国に及び、死者2万人以上、倒壊家屋6万戸、津波による流失家屋2万戸に達した。
宝永地震の翌日卯刻（6時頃）、富士宮付近を震源とする強い地震（宝永富士宮地震）があり、駿河、甲斐で強く感じられ、村山浅間神社付近では社領の家が残らず潰れた。その後11月10日（12月3日）頃から山麓で地響きが始まった。また、この4年前、元禄16年11月23日（1703年12月31日）に発生した元禄地震の後にも、12月29日（1704年2月4日）頃から山鳴りが始まったことが『僧教悦元禄大地震覚書』に記されている。

### 噴火の始まり
宝永地震の余震と宝永火口付近直下の浅い地震活動が続く中、11月22日（12月15日）の夜から富士山の山麓一帯ではマグニチュード 4から5程度の比較的強めの地震が数十回起こった。23日（16日）の10時頃、富士山の南東斜面から白い雲のようなものが湧き上がり、急速に大きくなっていった。噴火の始まりである。富士山の東斜面には高温の軽石が大量に降下し家屋を焼き、田畑を埋め尽くした。夕暮れには噴煙の中に火柱が見え、火山雷による稲妻が空を飛び交うのが目撃された。

### 火山灰の降灰
この噴火により江戸でも大量の火山灰が降った。当時江戸に居住していた儒者の新井白石は享保元年（1716年）頃に成立した随筆『折たく柴の記』に降灰の様子を記している。
「よべ地震ひ、この日の午時雷の声す、家を出るに及びて、雪のふり下るごとくなるをよく見るに、白灰の下れる也。西南の方を望むに、黒き雲起こりて、雷の光しきりにす。」
江戸でも前夜から有感地震があった。昼前から雷鳴が聞こえ、南西の空から黒い雲が広がって江戸の空を覆い、空から雪のような白い灰が降ってきた。
また、大量の降灰のため江戸の町は昼間でも暗くなり、燭台の明かりをともさねばならなかった。別の資料では、最初の降灰はねずみ色をしていたが、夕刻から降灰の色が黒く変わったと記されている（伊藤祐賢『伊藤志摩守日記』）。
2日後の25日（18日）にも『黒灰下る事やまずして』（折たく柴の記）と降灰の状況が記されている。ここで注目すべきは最初の火山灰は白灰であったが、夕方には黒灰に変わっていることで、噴火の最中に火山灰の成分が変化していた証拠である。この時江戸に降り積もった火山灰は当時の文書によれば2寸 - 4寸 (5 - 10cm) であるが、実際にはもう少し少なかったと推定されている。東京大学本郷キャンパスの発掘調査では薄い白い灰の上に、黒い火山灰が約2cm積もっていることが確認された。この降灰は強風のたびに細かい塵となって長く江戸市民を苦しめ、多数の住民が呼吸器疾患に悩まされた。当時の狂歌でも多くの人が咳き込んでいるさまが詠まれている。
- これやこの 行も帰るも 風ひきて 知るも知らぬも おほかたは咳

（蝉丸の「これやこの行くも帰るも別れつつしるもしらぬもあふさかの関」をふまえた歌）
また、宝永4年当時の甲斐国甲府藩主は柳沢吉保であったが、奈良県大和郡山市の大和郡山市教育委員会所蔵「豊田家史料」には宝永噴火の際に採取された火山灰が現存している。これは柳沢家家老・薮田重守により保管されたもので、享保9年に柳沢氏が大和郡山へ転封となり、現在まで伝わっている。火山灰は二枚の紙によって包まれた状態で現存しており、包紙の記載から宝永噴火の際のものであることが確認される。なお、宝永噴火が発生した宝永4年11月23日には吉保の子息である経隆・時睦が従五位下に叙任されている。

### 噴火の推移
宝永大噴火は宝永4年11月23日（1707年12月16日）に始まり、12月8日（12月31日）に終焉した。この期間噴火は一様ではなく、最初の4日は激しく噴火したが、その後小康状態をはさみながらの噴火が続いた。以下噴火の推移を説明する。
- 11月23日（12月16日）：昼前から噴火が始まる。火口の近くには降下軽石が大量に落下し、江戸まで白っぽい火山灰が降った。午後3時頃小康状態となるが夕方から再度激しくなる。夕方からの降灰は黒色に変わり、火口近くにはスコリアが降下した。噴火は夜も長い時間続いた。
- 11月24日（12月17日）：朝方一旦静まるが、その後小田原から江戸にかけて終日断続的に降灰。
- 11月25日（12月18日）：前日同様朝小康状態のあと、断続的に噴火。江戸にも降灰。
- 11月26日（12月19日）：江戸では断続的な降灰が続くが、小康状態の期間が多くなってくる。
- 11月25日 - 12月7日（20日 - 30日）：噴火の頻度や降灰量が減っていった。
- 12月8日（12月31日）：夜になって噴火が激しくなる。遅くに爆発が観測され、その後噴火は終焉した。

### 被災地の状況
現在の御殿場市から小山町（御厨地方）は最大3 mに達する降下軽石（噴火初期）、降下スコリア（中期から後期）に覆われた。家屋や倉庫は倒壊または焼失し、食料の蓄えがなくなった。田畑は『焼け砂』（スコリアや火山灰など）に覆われ耕作不能になり、用水路も埋まって水の供給が絶たれ、被災地は深刻な飢饉に陥った。当時の領主・小田原藩は被災地への食料供給などの対策を実施したが、藩のレベルでは十分な救済ができないことは明らかであった。そこで藩主・大久保忠増は江戸幕府に救済を願い出た。幕府はこれを受け入れ、周辺一体を一時的に幕府直轄領とし、伊奈忠順を災害対策の責任者に任じた。また、翌年閏正月7日（1708年2月28日）には被災地復興の基金「諸国高役金」として、全国の大名領や天領に対し強制的な献金（石高100石に対し金2両）の拠出を命じ、被災地救済の財源とした。江戸幕府が全国的課税を行ったのはこの時が初めてであった。しかし集められた40万両のうち被災地救済に当てられたのは16万両（『折たく柴の記』）で、残りは幕府の財政に流用された。宝永5年中に金48万8770両余、銀1貫870目余が集まり、被災地救済に支出されたのは6万2500両余とする史料もある（『蠧余一得』）。御厨地方の生産性はなかなか改善せず、約80年後の天明3年（1783年）には低い生産性に加えて天明の大飢饉が加わり、「御厨一揆」が起こった。
皮肉にも宝永大噴火の被害は世間の富士山への関心を高めた。噴火の翌年の宝永5年（1708年）には再建された御厨地方の須走村に富士参詣客が殺到し、翌年も同様の傾向が続いた。農業収入に頼れなくなった須走村では御師だけでなく百姓まで巻き込んで客引きが過熱した。だが、こうした傾向は御師の元締めである浅間神社やあくまでも農業の再建を目指す領主（幕府及びその後被災地の返還を受けた小田原藩）にとって望ましいことではなく、これを統制するために寛延2年（1749年）に既存御師12名と御師活動を行う有力百姓5名の計17名で御師株が結成され、彼らのみが御師として神職待遇を受けることが認められ、他の百姓の御師としての活動は規制された。

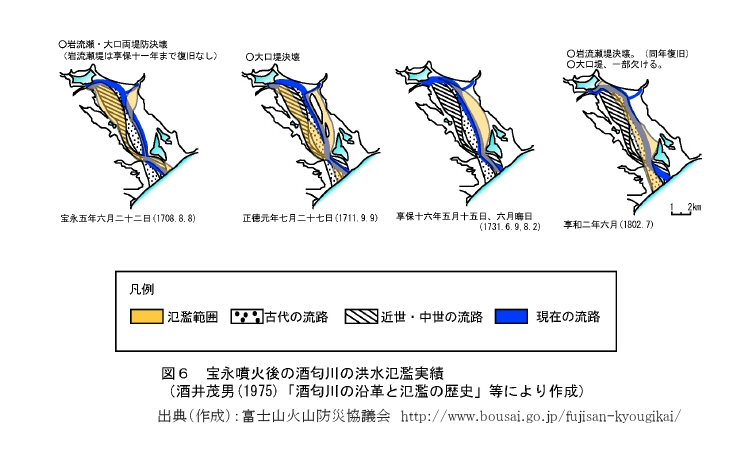
宝永噴火後の酒匂川の洪水氾濫実績図（出典：富士山防災協議会）

### 二次災害
噴火により降下した焼け砂は、富士山東側の広い耕地を覆った。農民たちは田畑の復旧を目指し、焼け砂を回収して砂捨て場に廃棄した。砂捨て場の大きな砂山は、雨のたびに崩れてラハールとして河川に流入した。セント・ヘレンズ火山やピナツボ火山での例から推定して、噴火後の10年間で降下火砕物の半分程度が流出したとする研究がある。
特に酒匂川流域では、流入した大量の火山灰によって河川の川床が上昇し、あちこちに一時的な天然ダムが出来て、水害の起こりやすい状況になった。噴火の翌年の6月21日（8月7日）から翌日に及んだ豪雨で大規模な土石流が発生して、酒匂川の大口堤が決壊し、足柄平野を火山灰交じりの濁流（ラハール）で埋め尽くした。これらの田畑の復旧にも火山灰の回収・廃棄作業が必要であった。さらに、足柄平野での土砂氾濫は約100年繰り返された。
噴火から300年以上が経った現在でも、宝永火口の東側斜面ではスコリアや火山灰の二次的な移動が続いている。この現象は主に特に冬季に発生するスラッシュ雪崩、さらにその融解によって発生した土石流によるもので、数年に一度の頻度で山麓の道路や構造物に被害が生じている。

## 宝永大噴火の特徴
宝永大噴火はその規模の大きさ以外にも、火山の噴火について種々の興味深い情報を提供している。

### 宝永地震との関係
この噴火は日本最大級の地震の直後に発生している。地震の前まで富士山の火山活動は比較的穏やかであったことが知られているが、大地震の49日後に大規模な噴火が始まった。噴火は地震波によりマグマが発泡し生じたと考えられている。地震の震源域となった南海トラフを東北に延長すると、駿河湾を通って、富士山西麗の活断層富士川河口断層帯と連続している。宝永地震の翌日には富士宮付近を震源とする大きな余震が発生した。

### 富士山のマグマ溜り
火山の噴火は、地下にあった高温マグマが地表に出る現象である。火山の地下には直径数km程度の液体マグマの塊（マグマ溜り）が存在すると想定されている。マグマ溜りは地下のもっと深いところからマグマの供給を受けて少しずつ膨らみ、噴火によって（中身が減ってしまい）収縮する。地下のマグマ溜りから地上まで、マグマが上昇してゆく原因は大きく分けて3種類が考えられる。1つ目は深所からのマグマの供給によってマグマ溜りが一杯になり内部の圧力が高くなってマグマが溢れること、2つ目は周囲の圧力によってマグマが押し出されること、3つ目はマグマ中に含有される揮発成分の分離（発泡）によって体積が膨張しマグマが溢れることである。富士山の地下にもマグマ溜りが存在し、火山活動の原因となっている。富士山周辺で観測される低周波地震はマグマ溜りがあると推定されている位置の周辺で発生している。

### 地震がマグマ溜りに及ぼした影響
富士山のマグマ溜りは宝永地震の強震域にあり、富士宮の余震はマグマ溜りのごく近傍で発生した。強震の影響として、大きな震動によりマグマ中の水分や二酸化炭素などの揮発成分の分離が促進された可能性が考えられる。卑近な例で説明すると「ぬるい缶ビールを振り動かした」状態である。また本震や余震の震源断層運動による地殻ひずみの変化が噴火を促した可能性もある。

### 噴出物の成分変化
宝永大噴火では一連の噴火中に火山灰・降下物の成分が大きく変化したことが知られている。
1. 江戸での降灰が最初『白灰』その後に『黒灰』に変わった。
2. 火口周辺の降下物が『降下軽石』から『降下スコリア』に移行した。

この両方とも、降下物中のケイ酸（二酸化珪素）の含有量が変化したことを示している。噴火初期の『白灰』は（富士山としては珍しく）二酸化珪素を70 %程度含むデイサイト質であった。その後の『黒灰』は二酸化珪素が50 %程度の玄武岩質で、富士山を形成する一般的な岩石（溶岩など）の分析値と一致する。宝永大噴火は初めに富士山には珍しい二酸化珪素の多いデイサイト質マグマが噴出し、その後富士山本来の玄武岩質マグマの噴火に移行したと考えられている。
火山灰が白色から黒色に変化した原因はマグマ溜り中のマグマ成分の分化と想定されている。宝永大地震前の富士山は約800年間大きな噴火活動が無かった（その間マグマ溜りには深所から少しずつ新鮮なマグマの供給を受けていた）。マグマ溜りは徐々に冷えて凝固点の高い成分が結晶化してゆくが、比重が大きい成分（鉄やマグネシウムを多く含む黒っぽい結晶）は沈降しやすいため、マグマ溜りの上部は比重の小さな白っぽいケイ酸成分が多く残っていた。そのため噴火の初期には、マグマ溜りの上部にあったケイ酸成分の多い白い軽石や火山灰が放出され、その後富士山本来の黒っぽい火山灰や降下スコリアが放出された。

## 現代社会への教訓

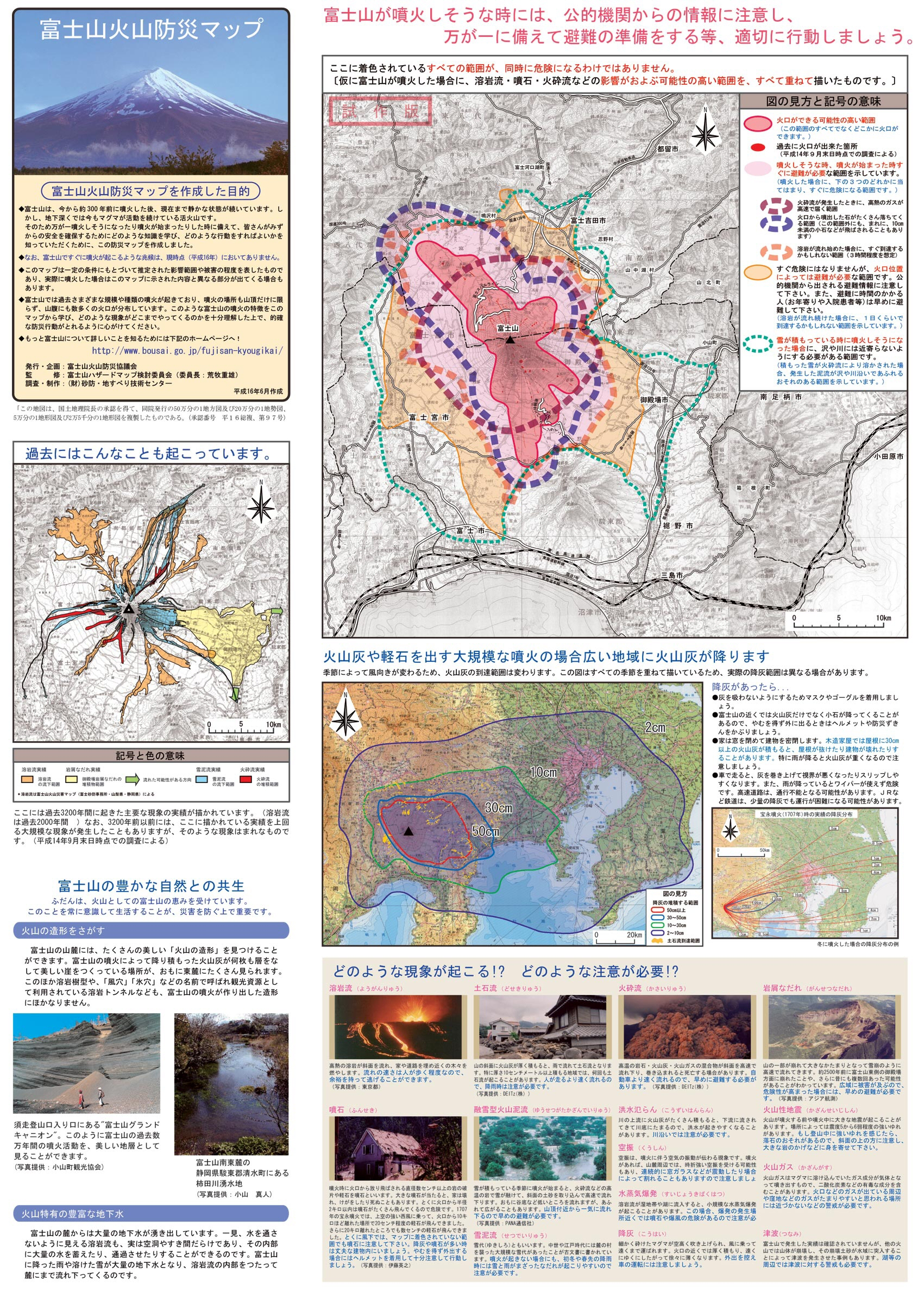
富士山火山防災マップ（出典：富士山防災協議会）左列の真ん中は過去溶岩流や岩屑なだれの発生した場所、右列の大きな図は想定被害範囲で濃いピンクの部分が火口が出来る可能性のある範囲、薄いピンクの部分は噴火が起こる前に緊急避難すべき範囲

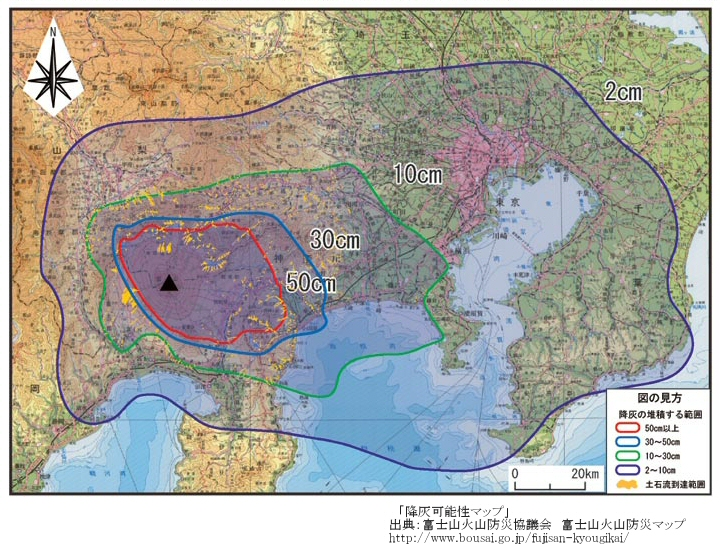
富士山降灰可能性図拡大図：富士山火山防災マップより（出典：富士山防災協議会）上図右列中央の拡大図

富士山が噴火した場合、社会に与える影響が大きい。そこで国の防災機関や地方自治体を中心に学識経験者などが集まって「富士山ハザードマップ検討委員会」を設立し、万が一の際の被害状況を想定して避難・誘導の指針とした。ハザードマップでは過去の富士山の噴火を参考にしながら、様々な火山災害を予想している。その中で火山灰被害の例として『宝永噴火の被害想定』が詳細に検討されている。ハザードマップは2002年（平成14年）6月における中間報告と2004年（平成16年）6月における検討報告書の2回、調査結果をまとめた報告書が出されており、内閣府の防災部門のホームページや関係市町村のサイトで公開されている。同委員会では、この規模の噴火があると最大2兆5千億円の経済被害が出ると推定している。
宝永大噴火では溶岩の流出などによる被害はなかったが、大量の火山灰が広範な地域を覆った。2004年（平成16年）6月の検討報告書では、宝永大噴火と同規模の噴火が起こった場合、火山灰が2cm以上降ると予想される地域は富士山麓だけでなく現在の東京都と神奈川県のほぼ全域・埼玉県南部・房総半島の南西側一帯に及ぶ。（右下図参照）。この範囲では一時的に鉄道・空港（宝永大噴火当時、いずれもすべて未開業）が使えなくなり、雨天の場合は道路の不通や停電も起こる。また長期にわたって呼吸器に障害を起す人が出るとされている。富士山東部から神奈川県南西部にかけては、噴火後に大規模な土石流や洪水被害が頻発すると想定されている。ただしこの降灰可能性図が想定した宝永大噴火は延暦21年（802年）の噴火以後では最大の降灰量だったので、次の噴火もこの範囲に降灰するという意味ではない。
細かい灰はどこにでも侵入するため、電気製品や電子機器の故障の原因となると推定されている。すなわちスイッチ類の接点不良や火山灰堆積による冷却不良が原因で過熱故障を起こすなど、様々な障害を及ぼすと予想されている。類似の例として、中東の砂漠地帯では砂埃による電子機器の故障という大きな問題が存在する。
2020年（令和2年）、静岡県小山町で噴火によって集落一帯が埋没した跡が見つかった。